# ISO 3166-2:TO
ISO 3166-2:TO este o secțiune a ISO 3166-2, parte a standardului ISO 3166, publicat de Organizația Internațională de Standardizare (ISO), care definește codurile pentru subdiviziunile Tongăi (a cărui cod ISO 3166-1 alpha-2 este TO).
În prezent sunt asignate coduri pentru cinci diviziuni.
Fiecare cod începe cu TO-, urmat de două cifre (01-05).

## Codurile actuale

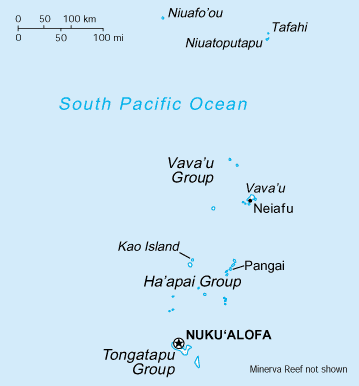
Tonga

Codurile și numele diviziunilor sunt listate așa cum se regăsesc în standardul publicat de Agenția de Mentenanță a standartului ISO 3166 (ISO 3166/MA). Faceți click pe butonul din capul listei pentru a sorta fiecare coloană.
| Cod   | Nume subdiviziune |
| ----- | ----------------- |
| TO-01 | 'Eua              |
| TO-02 | Ha'apai           |
| TO-03 | Niuas             |
| TO-04 | Tongatapu         |
| TO-05 | Vava'u            |

## Schimbări
Următoarele schimbări au fost făcute de ISO 3166/MA după prima publicarea codului ISO 3166-2 în 1998:
| Ediție / Buletin                                            | Data publicării | Descripția schimbărilor                                              | Schimbarea codurilor / subdiviziunilor |
| ----------------------------------------------------------- | --------------- | -------------------------------------------------------------------- | -------------------------------------- |
| Newsletter I-8 Arhivat în 6 iunie 2011, la Wayback Machine. | 17 apr. 2007    | Adăugarea subdiviziunilor administrative și codurilor lor respective | Subdiviziuni adăugate: 5 diviziuni     |